# Hierophant
Hierophant est un groupe italien de death metal, originaire de Ravenne.

## Histoire
Formé par des représentants d'autres groupes thrash/death metal underground de la région d'Émilie-Romagne, mais basé à Ravenne, le groupe sort son premier album, homonyme, la même année de sa formation pour le label indépendant allemand Demons Run Amok Entertainment. Il commence rapidement à se produire également au niveau européen, jusqu'à ce qu'il signe avec Bridge 9 Records en 2013, année au cours de laquelle sort le deuxième album Great Mother : Holy Monster. Le troisième album Peste sort, toujours chez Bridge 9, l'année suivante. L'album est promu par une longue tournée européenne, de décembre 2014 à février 2015,. À la mi-2015, le chanteur Carlo « Karl » Aromando quitte le groupe, qui reste un quatuor puisque le guitariste et membre fondateur Lorenzo « Lollo » Gulminelli décide de reprendre également les parties vocales,.
En 2015 également, ils changent de label, signant avec le label français Season of Mist, et annoncent leur première tournée en tête d'affiche en Australie tout au long du mois de décembre. En 2016, ils sortent leur quatrième album intitulé Mass Grave, suivi de leur cinquième œuvre Death Siege en 2022.

## Style musical
Au début de leur carrière, le groupe jouait du punk hardcore/sludge metal influencé par le crust, le black metal,, et le grindcore,, avant de passer à des sons plus proches du death metal et d'intensifier les sons noirs, se rapprochant du blackened death metal dans leurs dernières productions,. Le cinquième album Death Siege est décrit comme un mélange de ces genres, avec des morceaux typiquement noirs alternant avec d'autres plus proches du death. Leurs chansons sont caractérisées par des « percussions chaotiques, des voix piquantes et denses, et des guitares hurlantes. » Les membres du groupe citent Morbid Angel comme leur principale influence.

## Discographie

### Albums studio
- 2010 : Hierophant
- 2013 : Great Mother: Holy Monster
- 2014 : Peste
- 2016 : Mass Grave
- 2022 : Death Siege

### EP
- 2013 : Son of the Carcinoma
- 2018 : Spawned Abortions

### Singles
- 2014 : Inganno